# 田村正敏
田村 正敏（たむら まさとし、1947年1月8日 - 1998年9月25日）は、日本の新左翼活動家。元日本大学全学共闘会議（日大全共闘）書記長。
日大紛争後、北海道豊浦町で酪農家として生活した。

## 経歴
東京都出身（ただし、出生地は埼玉県川口市）。
日大全共闘書記長として、委員長の秋田明大とコンビを組む。日本大学文理学部哲学科を中退した。
闘争後、書店経営などを経て、1975年6月から北海道に移住した。1983年の北海道知事選挙では「横路孝弘と勝手に連帯する若者連合」（愛称・勝手連）を発足させ、日本社会党推薦で前衆議院議員の横路孝弘を当選させる。
勝手連運動の後は、北海道伊達市館山町にコンピューター専修学校・情報芸術学院を設立して、理事に就任した。1987年4月の札幌市長選挙に無所属で立候補したが落選する。1996年の第41回衆議院議員総選挙では埼玉2区から自由連合公認で立候補したが、こちらも落選に終わった。

## 著書
- 『七〇年代学生運動の展望 われわれの原点』三一書房、1969年
- 『造反潜行記』北明書房（販売：三笠書房）、1969年
- 『蜂起と夢と伝説』海燕書房、1975年
- 『羊飼いの政治冒険』徳間書店、1983年
- 『夢中また夢あり―政治改革実現のために』（田川誠一との共編著）undeined、1989年